# Marknadskommunikation
Marknadskommunikation är sättet ett företag kommunicerar med sin marknad, sina kunder. 
Medel för kommunikationen är annonsering, varumärkesannonsering, direktreklam, sponsring, PR och annan marknadsföring.
För att marknadskommunikationen skall effektiviseras krävs oftast tydliga målsättningar för själva marknadsinsatsen. Målsättningar är det företaget vill uppnå med sin marknadskommunikation.
Några exempel på målsättningar är: Attitydsmål, kunskapsmål, handlingsmål med mera.

## Översikt
Marknadskommunikationsprocessen gör det möjligt för allmänheten att känna igen eller förstå ett varumärke och få en tydlig bild av vad varumärket har att erbjuda. Varumärkesigenkänning är det första steget, sedan är det önskade resultatet att gynna varumärket framför dess konkurrenter. I takt med att teknik och metoder utvecklas säkerställs ett direkt konsumentengagemang. Detta uppnås genom att deras idéer och skapelser integreras i produktutveckling och marknadsföring.

## Kommunikationssätt och reklam
Kommunikationsplattformar som Facebook, Twitter, Instagram, TikTok, Snapchat, Skype och andra former av MEDIA har blivit extremt viktiga kommunikationsmedel. Även om det finns andra kommunikationsmetoder som inte involverar sociala medier, kan människor i hög grad påverkas av sina kamrater. Denna process är känd som social mediering.

### Internet
Internet gör det möjligt för användare att dela multimediadokument. År 2003 fanns det cirka 30 miljoner registrerade webbplatser i världen och 650 miljoner var anslutna till Internet. Internet som marknadsföringsverktyg kan användas för att direkt nå och informera kunder, skapa varumärkeslojalitet och bygga relationer. Onlineannonsering omfattar element som: grafik som webbplatsbanners, popup-annonser, omformning av hemsidor, videor och ankaravtal (samarbete mellan två organisationer).

### Sociala medier
Sociala medier är flexibla kommunikationsverktyg som går utöver traditionella reklammedier och gör det möjligt för varumärken att engagera sig med sin publik personligen eller professionellt.